# Resolutie 720 Veiligheidsraad Verenigde Naties
Resolutie 720 van de Veiligheidsraad van de Verenigde Naties werd op 21 november 1991 unaniem aangenomen.

## Achtergrond
Boutros Boutros-Ghali was een Egyptisch politicus die onder meer Minister van Buitenlandse Zaken en VN-vertegenwoordiger van zijn land was.
In 1992 volgde hij Javier Pérez de Cuéllar op als secretaris-generaal van de Verenigde Naties nadat die zijn tweede ambtstermijn had voltooid.
In 1997 werd hij zelf opgevolgd door Kofi Annan, nadat zijn kandidatuur voor een tweede ambtstermijn door de Verenigde Staten werd afgeblokt. Daardoor werd Boutros Boutros-Ghali de enige secretaris-generaal die slechts
één ambtstermijn bekleedde.

## Inhoud
De Veiligheidsraad:
- beraadde over de kwestie in verband met de aanbeveling van de secretaris-generaal van de Verenigde Naties;
- beveelt de Algemene Vergadering aan om Boutros Boutros-Ghali aan te stellen als secretaris-generaal voor een ambtstermijn van 1 januari 1992 tot 31 december 1996.

## Verwante resoluties
- Resolutie 494 Veiligheidsraad Verenigde Naties (1981)
- Resolutie 589 Veiligheidsraad Verenigde Naties (1986)
- Resolutie 1090 Veiligheidsraad Verenigde Naties (1996)
- Resolutie 1091 Veiligheidsraad Verenigde Naties (1996)

Lijst ·  684 ·  685 ·  686 ·  687 ·  688 ·  689 ·  690 ·  691 ·  692 ·  693 ·  694 ·  695 ·  696 ·  697 ·  698 ·  699 ·  700 ·  701 ·  702 ·  703 ·  704 ·  705 ·  706 ·  707 ·  708 ·  709 ·  710 ·  711 ·  712 ·  713 ·  714 ·  715 ·  716 ·  717 ·  718 ·  719 ·  720 ·  721 ·  722 ·  723 ·  724 ·  725